# Viersener Straße 133 (Mönchengladbach)

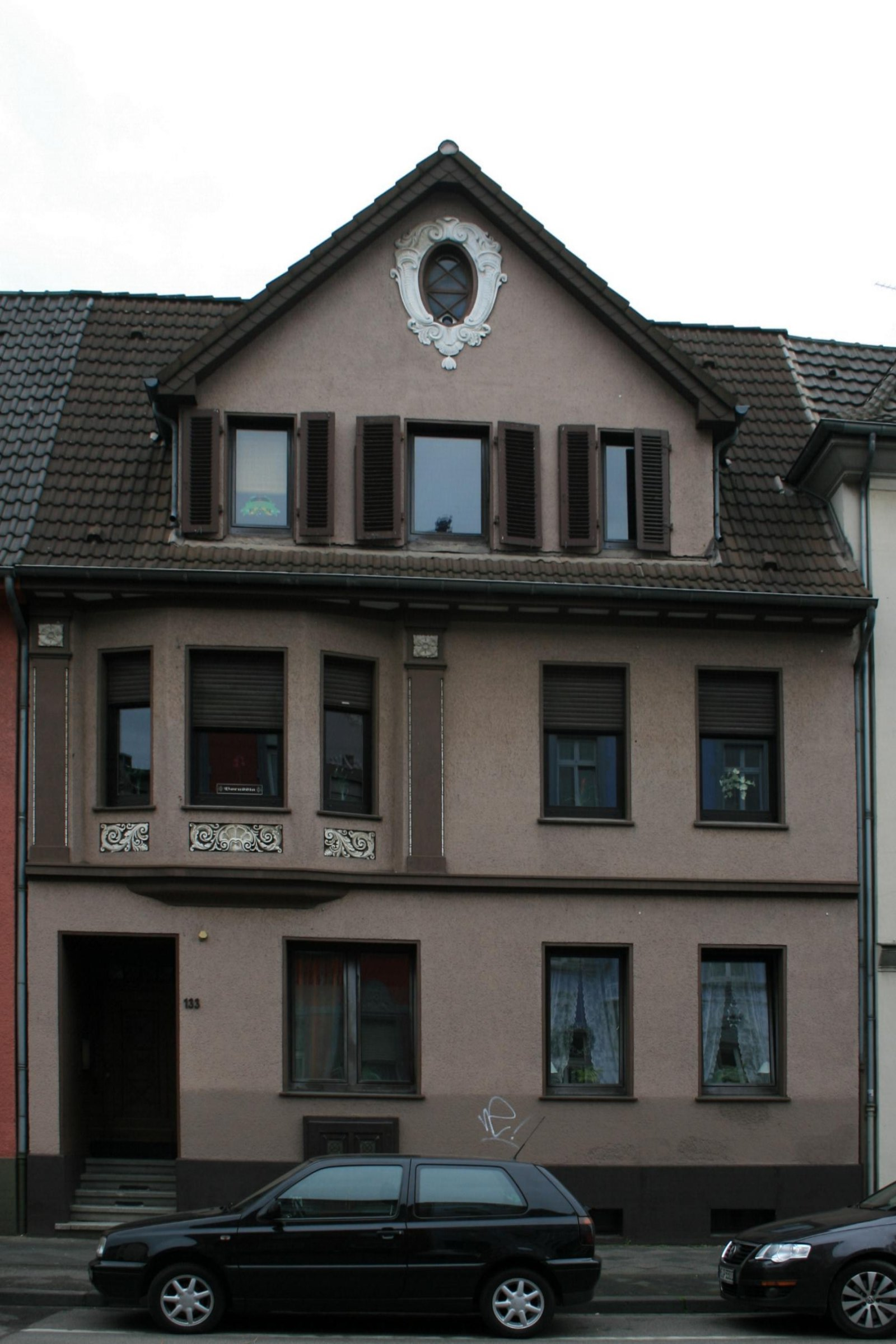
Wohnhaus (2010)

Das Wohnhaus Viersener Straße 133 steht in Mönchengladbach (Nordrhein-Westfalen) im Stadtteil Am Wasserturm.
Das Gebäude wurde 1912/14 erbaut und unter Nr. V 021 am 28. März 1995 in die Denkmalliste der Stadt Mönchengladbach eingetragen.

## Lage
Nördlich des Wasserturms auf dem stadtauswärts gerichteten Straßenabschnitt, der beidseitig eine annähernd geschlossene historische Zeilenbebauung aufweist. Hier steht das Gebäude in einem Ensembleverbund mit acht weiteren, punktuell durch zwei Nachkriegsbauten unterbrochenen historischen Wohnbauten. 

## Architektur
Es handelt sich um einen zweigeschossigen Putzbau mit Satteldach und breit ausgebildetem Zwerchhaus. Asymmetrisch gegliedert durch Akzentuierung der linken Gebäudehälfte mittels flach vorgewölbtem, dreiseitig geöffnetem Erker. Die horizontale Gliederung übernehmen ein Sockel-, Stockwerk- und weit vorkragendes Traufgesims. Fenster in rhythmisierter Anordnung bei variierender Ausführung. Die Unterschutzstellung erfolgt aus städtebaulichen und architekturhistorischen Gründen.